# زابووچی-کولونگا
زابووچی-کولونگا (به لهستانی:  Zabłocie-Kolonia) یک روستا در لهستان است که در گمینا کودنگ واقع شده‌است.